# Хмара, Валентин Николаевич
Валенти́н Никола́евич Хма́ра (род. 27 апреля 1931, с. Саблиевка, Сальский район, Ростовская область, СССР) — советский и российский журналист, литературовед, литературный критик и переводчик. Кандидат филологических наук. Член Союза писателей РСФСР. Ветеран Великой Отечественной войны и труженик тыла.

## Биография
Родился 27 апреля 1931 года в селе Саблиевка Сальского района Ростовской области.
В 1954 году окончил МГУ имени М. В. Ломоносова.
В 1954-1965 годах — литературный сотрудник, а затем заведующий отделом в газете «Забайкальский рабочий».
С 1968 года работал консультантом отдела литературы и искусства газеты «Правда».
В 1968 году окончил аспирантуру Академии общественных наук при ЦК КПСС и там же защитил диссертацию на соискание учёной степени кандидата филологических наук по теме «Эстетический идеал и индивидуальный стиль художника».
В 1972-1992 годах был одним из создателей, а затем заместителем и первым заместителем главного редактора журнала «Литературное обозрение».
Публиковал статьи в журналах «Дальний Восток», «Москва», «Новый мир» и «Урал», а также в таких центральных газетах, как «Литературная газета» и «Литературная Россия». Кроме того был автором публикаций на болгарском, немецком польском и словацком языках в ведущих журналах и газетах социалистических стран. Одновременно занимался литературными переводами книг самого разного жанра (детские книги, детективы фантастика и др.) Перевёл на русский язык первые два тома десятитомной работы немецкого писателя и критика религии Карлхайнц Дешнера «Криминальная история христианства».
С 1992 года на пенсии. Проживает в Москве.

## Награды
- Медаль «За доблестный труд в Великой Отечественной войне 1941—1945 гг.» (1999)[3]

## Отзывы
Историк литературы и литературный критик А. С. Немзер излагая в журнале «Знамя» историю о начале своей работы в журнале «Литературное обозрение» отмечал: 
Пользуясь случаем замечу, что всегда буду благодарен Владимиру Максимовичу Пискунову — заведующему отделом критики и моему непосредственному начальнику в первые «обозные» годы — и заместителю главного редактора Валентину Николаевичу Хмаре за все, чему они меня научили. А научили многому.
 А говоря о напряжённой работе (совместно с И. Д. Прохоровой, А. М. Ранчиным и Е. Д. Шубиной) над первым («мандельштамовским») номером 1991 года и о своём о предстоящем уходе из журнала вспоминал: 
Валентин Николаевич Хмара, по-моему, нас любивший и искренне огорчённый нашим предстоящим уходом, не сделал ни одного замечания. За что в феврале, когда номер вышел, получил, по свидетельствам очевидцев, публичный втык от главного редактора.

## Сочинения
- Хмара, В. Н. Эстетический идеал и творчество: монография. — М.: Советский писатель, 1983. — 271 с. — 10 000 экз.

## Переводы
- Дешнер К. Криминальная история христианства: В 4 кн. Кн. 1: Ранний период / Пер. с нем. В. Н. Хмары. — М.: Издательский центр "Терра", 1996. — 460 с. — ISBN 5-300-00790-0.
- Дешнер К. Криминальная история христианства: В 4 кн. Кн. 2: Поздняя античность / Пер. с нем. В. Н. Хмары. — М.: Издательский центр "Терра", 1999. — 540 с. — ISBN 5-300-02658-1.